# Joe Lapchick

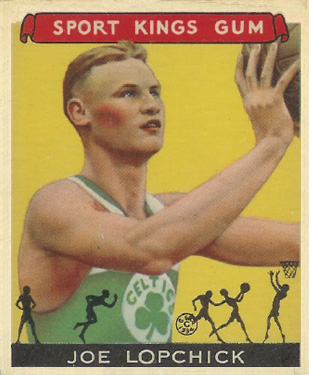

Joseph Bohomiel „Joe” Lapchick (ur. 12 kwietnia 1900 w Yonkers, zm. 10 sierpnia 1970 w Monticello) – amerykański koszykarz czeskiego pochodzenia występujący na pozycji środkowego, po zakończeniu kariery zawodniczej trener koszykarski, członek Koszykarskiej Galerii Sław.
Ustanowiono nagrodę jego imienia – The Joe Lapchick Character Award Foundation. Jest ona przyznawana od 2008 w kategorii kobiet oraz mężczyzn osobom, które demonstrowały swoją postawą honorowy charakter w  sporcie.
Koszykarz był najbardziej znany w połowie lat 20., jako członek objazdowej drużyny Original Celtics, słynącej z innowacji, m.in. z rozwoju pozycji obrotowego na której grał Lapchick.

## Osiągnięcia
Na podstawie, o ile nie zaznaczono inaczej
Zawodnicze
- Mistrz:
  - ABL (1927, 1928, 1929, 1930)
  - Interstate League (1922)
- Wybrany do Koszykarskiej Galerii Sław im. Jamesa Naismitha (1966)[5]

Trenerskie
- 3-krotny trener jednej z drużyn podczas meczu gwiazd NBA (1951, 1953, 1954)
- Mistrz:
  - turnieju NIT (National Invitation Tournament – 1943, 1944, 1959, 1965)
  - sezonu regularnego konferencji Metropolitan New York (1943, 1946, 1947, 1958, 1961, 1962)
- Wicemistrz:
  - NBA (1951, 1952, 1953)
  - turnieju NIT (1962)
- 8-krotny półfinalista turnieju NIT (1939, 1943, 1944, 1945, 1958, 1959, 1962, 1965)
- Trener drużyny Wschodu podczas meczu gwiazd Legend NBA (1957, 1964)[6]